# Klein Offenseth-Bokelsesser Moor
Klein Offenseth-Bokelsesser Moor este o arie protejată (arie specială de conservare — SAC, sit de importanță comunitară — SCI) din Germania întinsă pe o suprafață de 473 ha, integral pe uscat.

## Localizare
Centrul sitului Klein Offenseth-Bokelsesser Moor este situat la coordonatele 53°49′44″N 9°40′53″E / 53.8289°N 9.6814°E.

## Înființare
Situl Klein Offenseth-Bokelsesser Moor a fost declarat sit de importanță comunitară în septembrie 2004 pentru a proteja 1 specie de animale. Situl a fost protejat și ca arie specială de conservare în ianuarie 2010.

## Biodiversitate
Situată în ecoregiunea atlantică, aria protejată conține 5 habitate naturale: Fânețe de joasă altitudine (Alopecurus pratensis, Sanguisorba officinalis), Mlaștini oligotrofe degradate, capabile încă de regenerare naturală, Mlaștini turboase de tranziție și turbării mișcătoare, Depresiuni pe substraturi de turbă de Rhynchosporion, Mlaștini împădurite.
La baza desemnării sitului se află o specie protejată de  nevertebrate: libelule (Leucorrhinia pectoralis)